# Brno-Maloměřice a Obřany
Brno-Maloměřice a Obřany je městská část na severovýchodním okraji statutárního města Brna. Je tvořena katastrálním územím čtvrtě Obřany a většinou katastrálního území čtvrtě Maloměřice. Celková katastrální výměra činí 9,29 km². Samosprávná městská část vznikla 24. listopadu 1990. Žije zde přibližně 5 600 obyvatel.
Rozkládá se po obou březích řeky Svitavy nedaleko Hádů, katastrální hranice mezi oběma čtvrtěmi probíhá středem řeky a Mlýnského náhonu. Pro účely senátních voleb je území městské části Brno-Maloměřice a Obřany zařazeno do volebního obvodu číslo 58.

## Název
Historikové se domnívají, že místní jméno Maloměřice bylo nejspíš vytvořeno příponou -ice k osobnímu jménu Maloměr (též Malomir) ve významu „ves lidí Maloměrových“. V případě Obřan pochází název obce od obecného pojmenování obr, obří, popřípadě od osobního jména Obr. Ve 20. století bylo hned na počátku německé okupace roku 1939 zavedeno odchýlené starobylé německé pojmenování Oberseß, zřejmě ve významu Horní či Vyšší sídlo.

## Symbolika znaku
Horizontálně půlený gotický štít, v jehož horním poli jsou na zeleném podkladu umístěny znaky Maloměřic a Obran, symbolizované stříbrným gotickým písmenem M a stříbrným vinařským nožem – kosírem. Spodní pole znaku tvoří zlatý hrozen, symbolizující tradici pěstování vína, položený na modrém podkladu, což představuje reku Svitavu protékající přes obě obce.

## Doprava v městské části
Okrajem městské části prochází velice rušná trasa velkého městského okruhu, po němž sem směřuje autobusová linka 75 či noční autobusová linka 94. Lze se sem dostat také tramvajovou linkou číslo 4. Územím městské části prochází železniční trasa z Brna do Svitav. Na ní se ve střední části maloměřického katastru nachází mamutí komplex zdejšího seřaďovacího nákladového nádraží, které zabírá značnou část maloměřického katastru. Za maloměřickým nádražím se také nachází zástavba, která je obsluhována linkami 64 a 74.

## Historický přehled
Na území moderní městské části Brno-Maloměřice a Obřany existovalo významnější osídlení již v době Velkomoravské říše. Území moderní městské části původně náleželo především ke katastrálním územím Maloměřice a Obřany, okrajové části však náležely také k Židenicím, Husovicím, Bílovicím nad Svitavou (les nad pravým břehem údolí Svitavy) a Kanicím. Oba hlavní sídelní celky, jimiž jsou Maloměřice a Obřany, vznikly již ve středověku. Roku 1241 vpadli na Moravu Mongolové, kteří toho roku Maloměřice zpustošili a vypálili. Teprve na konci 13. století byly Maloměřice obnoveny. Další vážné poškození Maloměřic následovalo při obléhání Brna Švédy roku 1645. Pro změnu Obřan se obě výše zmíněné události příliš nedotkly. Ve druhé polovině 19. století pak vzniká zástavba Baarova nábřeží, patřící tehdy k obci Juliánovu (neměl nikdy vlastní katastr, nýbrž katastrálně spadal pod Židenice), nazývaná „Juliánov u Husovic“. K Brnu byly obce Maloměřice, Ořany, Husovice, Juliánov a Židenice připojeny 16. dubna 1919, pozemky patřící původně k Bílovicím nad Svitavou a Kanicím ale až při reambulaci Brna koncem 60. let 20. století. Při této reambulaci byly také nově stanoveny téměř všechny současné úseky hranic těchto katastrálních území. Další úpravy pak následovaly v 70. letech (změna hranice mezi k. ú. Obřany a Lesná, při níž byla stanovena linie tvořící moderní hranici městské části se sousední městskou částí Brno-sever) a 26. listopadu 1998 (malá změna hranice mezi k. ú. Maloměřice a Židenice v prostoru sousední městské části Brno-Vinohrady).
Čučkaři se říkalo lidem z Maloměřic, protože se zde pěstovala čočka, fazuláci obyvatelům Obřan kvůli pěstování fazolí.

## Sport
V městské části se nachází multifunkční hala. V ní hraje brněnský superligový tým FBŠ Hattrick Brno a působí v ní také házenkářský tým SHC Maloměřice.
Na Cacovickém ostrově hraje jeden ze dvou brněnských ragbyových týmů, RC Dragon Brno.
V městské části působí fotbalové týmy SK Obřany a TJ MCV Brno.

## Správní vývoj
- 1945 – 31. prosince 1946 – fungovaly na území moderní městské části Brno-Maloměřice a Obřany v rámci Brna MNV Maloměřice, MNV Obřany, malá část spadala do působnosti MNV Židenice. Okrajové části byly součástí obcí Bílovice nad Svitavou a Kanice.
- 1947–1949 – převážná část moderní městské části byla v rámci Brna součásti městského obvodu Brno V, židenické pozemky spadaly do obvodu Brno VI. Okrajové části byly součástí obcí Bílovice nad Svitavou a Kanice.
- 1949–1954 – v tomto období došlo k menší změně. Tehdy stále ještě židenické Baarovo nábřeží bylo v ohledu správy odděleno od Židenic a spolu s většinou území moderní městské části Brno-Maloměřice a Obřany začleněno do obvodu Brno VIII, který byl v podstatě jen mírně modifikovanou verzí předchozího obvodu Brno V. Zbytek tehdy židenických pozemků moderní městské části byl nadále spravován ze Židenic, ovšem židenický obvod měl nyní označení Brno IX. Na příslušnosti tehdy nebrněnských okrajových pozemků se nic nezměnilo a stále byly součástí obcí Bílovice nad Svitavou a Kanice.
- 1954–1957 – správní hranice zůstaly na území moderní městské části Brno-Maloměřice a Obřany stejné jako v předchozím období. Rozdílem bylo to, že židenický obvod se stal součástí většího obvodu Brno VI. Brněnské části moderní městské části Brno-Maloměřice a Obřany byly nyní součástí obvodu Brno III.
- 20. května 1957[7] – 1960 – Existoval předchůdce moderní městské části Brno-Maloměřice a Obřany, jímž se stala městská část Brno XIII-Maloměřice, v jejímž čele stanul nikoliv obvodní národní výbor, nýbrž místní národní výbor. Tato městská část zahrnula ty pozemky moderní městské části Brno-Maloměřice a Obřany, které byly součástí předchozího městského obvodu Brno III, s výjimkou tehdy stále židenického Baarova nábřeží, které bylo ponecháno v městském obvodě Brno III. Ostatní tehdy židenické části moderní městské části Brno-Maloměřice a Obřany zůstaly nadále součástí městského obvodu Brno VI. Na příslušnosti tehdy nebrněnských pozemků se nic nezměnilo.
- 1960–1964 – jediným rozdílem oproti předchozímu členění bylo připojení Baarova nábřeží k maloměřické městské části, která se nyní nazývala Maloměřice.
- 1964–1971 – téměř vše jako v předchozím období, ale městský obvod Brno VI zrušen a začleněn do městského obvodu Brno IV. V tomto období však v rámci reambulace došlo ke změně hranice Brna, což v případě městské části Maloměřice znamenalo připojení pozemků, které předtím náležely k obcím Kamenice a Bílovice nad Svitavou.
- 26. listopadu 1971 – 1974 – správní hranice dány do souladu s katastrálními hranicemi nově stanovenými při reambulaci. V tomto období již celé území moderní městské části Brno-Maloměřice a Obřany náleželo do jedné městské části, která nejprve nesla název Brno XIII – Maloměřice,[8] od 1. května 1972[9] už jen Brno-Maloměřice.
- dd 1. ledna 1975[10] do 23. listopadu 1990 bylo území moderní městské části součástí městského obvodu Brno III.
- od 24. listopadu 1990 – moderní samosprávná městská část Brno-Maloměřice a Obřany

## Obyvatelstvo
| 1869  | 1880  | 1890  | 1900  | 1910  | 1921  | 1930  | 1950  | 1961  | 1970  | 1980  | 1991  | 2001  | 2011  | 2021  |
| ----- | ----- | ----- | ----- | ----- | ----- | ----- | ----- | ----- | ----- | ----- | ----- | ----- | ----- | ----- |
| 1 705 | 2 048 | 2 761 | 3 572 | 4 711 | 5 309 | 7 537 | 7 290 | 7 080 | 6 446 | 5 747 | 4 775 | 4 844 | 5 621 | 6 376 |

## Školství
Na území městské části se nachází jedna základní škola v ulici Hamry a dvě mateřské školy na Cihelní ulici a na Proškově náměstí.

## Osobnosti
- Simona Monyová – česká spisovatelka
- Oto Obůrka – astronom, zakladatel a ředitel brněnské hvězdárny
- Jaromír Wagner – pedagog, literární historik, historik
- Eduard Ernst Essler – průmyslník ve vlnařství, Esslerova přádelna
- Moritz Beran